# No Democracy
No Democracy é o décimo quinto álbum de estúdio da banda japonesa de pop rock Glay, lançado em 2 de outubro de 2019.
Os detalhes do álbum foram anunciados em 17 de agosto de 2019 e ele referencia a nova era Reiwa do Japão, estabelecida com a ascensão de Naruhito ao Trono do Crisântemo, substituindo seu pai Akihito e encerrando a era Heisei. Segundo o guitarrista e líder Takuro, o título alude ao fato de que a democracia ainda não foi estabelecida no mundo devido a questões como guerras e conflitos religiosos.
O material bônus do álbum inclui imagens ao vivo da turnê Glay Live Tour 2019 -Survival-, que revisitou seu sexto álbum Heavy Gauge.
No Democracy alcançou a segunda colocação tanto na parada Billboard Japan Hot Albums quanto na parada semanal da Oricon, permanecendo nesta última por 17 semanas. No final do ano, alcançou a 79ª colocação na lista de álbuns mais vendidos da Billboard Japan e  87ª na mesma lista da Oricon.
A canção "Kōri no Tsubasa" foi usada na dublagem japonesa do filme Wings Over Everest, de 2019. "Hajimeri no Uta" virou tema de abertura do anime Diamond no Ace Act II. "Colors" foi música tema da adaptação cinematográfica da série Final Fantasy XIV: Dad of Light.

## Faixas
Todas as faixas escritas e compostas por Takuro, exceto onde especificado; créditos de "Reiwademocracy" desconhecidos; todas as faixas arranjadas por Glay & Seiji Kameda. 
| Edição regular |                                                     |                |                |         |  |
| N.º            | Título                                              | Letras         | Música         | Duração |  |
| 1.             | "Reiwademocracy"                                    |                |                | 0:50    |  |
| 2.             | "Hansei no Iro Nashi (反省ノ色ナシ)"                |                | Jiro           | 4:43    |  |
| 3.             | "My Name Is Datura"                                 | Hisashi        | Hisashi        | 6:27    |  |
| 4.             | "Flowers Gone"                                      |                |                | 4:27    |  |
| 5.             | "Kōri no Tsubasa (氷の翼)"                          |                |                | 6:20    |  |
| 6.             | "Daremoga Tokubetsudatta Koro (誰もが特別だった頃)" |                |                | 5:13    |  |
| 7.             | "Ah, mujou (あゝ、無常)"                            |                |                | 4:06    |  |
| 8.             | "Senka no Ko (戦禍の子)"                            |                |                | 5:26    |  |
| 9.             | "Just Fine"                                         |                |                | 5:02    |  |
| 10.            | "Hajimeri no Uta (はじまりのうた)"                  | Teru           | Teru           | 4:06    |  |
| 11.            | "Anata to Ikite Yuku"                               |                |                | 5:08    |  |
| 12.            | "Colors"                                            | Teru           | Teru           | 4:17    |  |
| 13.            | "Urei no Prisoner (愁いのPrisoner)"                 |                |                | 4:49    |  |
| 14.            | "Gengou (元号)"                                     |                |                | 4:59    |  |
| Duração total: | Duração total:                                      | Duração total: | Duração total: | 67:03   |  |

### Faixas bônus de DVD e Blu-ray (Glay Live Tour 2019 -Survival-)
1. "JUST FINE"
2. "Young oh! oh!"
3. "HEAVY GAUGE"
4. "FATSOUNDS"
5. "SURVIVAL"
6. "ここではない、どこかへ"
7. "HAPPINESS"
8. "summer FM"
9. "LEVEL DEVIL"
10. "BE WITH YOU"
11. "Winter, again"
12. "Will Be King"
13. "生きがい"
14. "Savile Row ～サヴィル ロウ ３番地～"
15. "COLORS"
16. "はじまりのうた"
17. "愁いのPrisoner"
18. "元号"
19. "Missing You"
20. "SHUTTER SPEEDSのテーマ"
21. "彼女の”Modern…”"
22. "誘惑"[2]

### Faixas bônus do disco Blu-ray 2
1. "ドキュメンタリー映像"
2. "あなたといきてゆく" (Music Video）
3. "愁いのPrisoner" (clipe)
4. "YOUR SONG" (clipe)
5. "JUST FINE" (clipe)
6. "COLORS" (clipe)
7. "元号" (clipe)[2]

### Faixas bônus do disco Blu-ray 3
1. "GLAY SPECIAL LIVE ROPPONGI HILLS ARENA"（全曲）
2. "超プレミアムライブ GLAY × ゴールデンボンバー in 超音楽祭2019"（全曲）
3. "GLAY DAY JAPAN PREMIER LIVE in Chitose Powered by HOTEL GLAY" (全曲)[2]